# Pavlovski Vrh
Pavlovski Vrh (prleško Pavlovski vrej) je naselje v Občini Ormož.